# Gerbathodes paupera
Gerbathodes paupera là một loài bướm đêm trong họ Noctuidae.